# Maledivská kuchyně

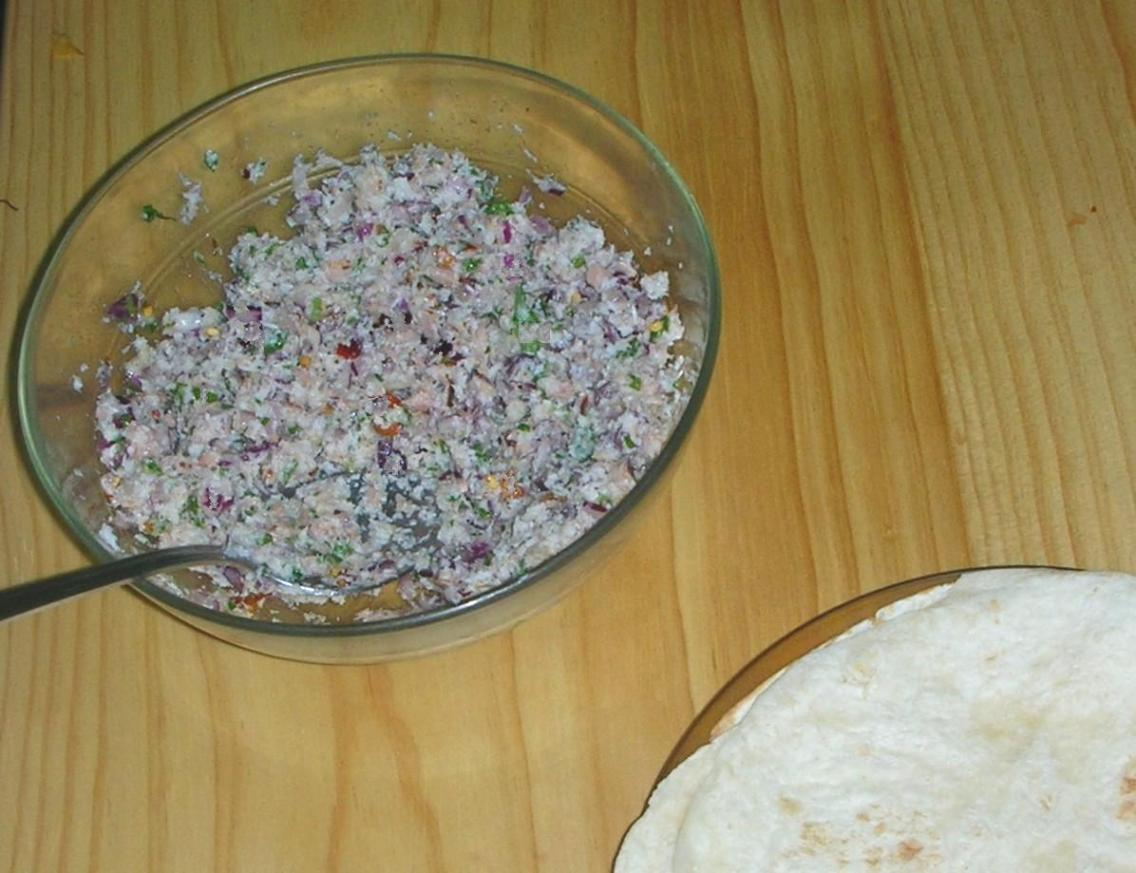
Mas huni s čapatí

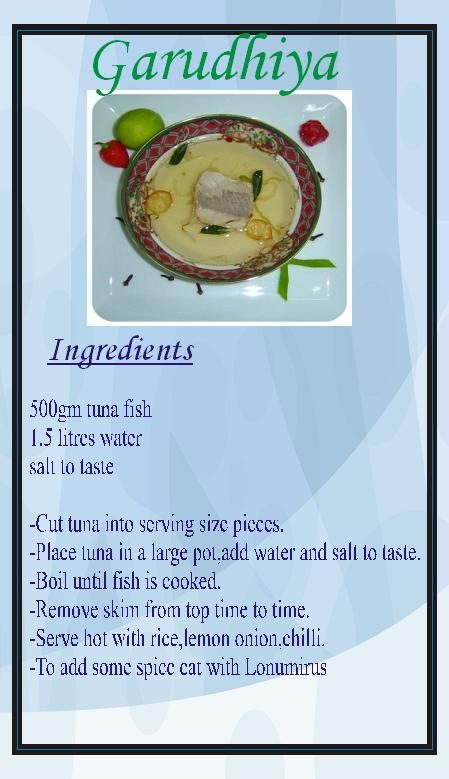
Recept na polévku garudhiya a její obrázek

Kuchyně ostrovního státu Maledivy logicky využívá velké množství ryb, především pak tuňáka. Z tuňáka se často vyrábí pasta rihaakuru, která je základem mnoha maledivských jídel. Ryby se ale často také suší. Další důležitou ingrediencí je kokos, ze kterého se vyrábí kokosové mléko a kokosový olej - další důležité ingredience maledivské kuchyně. Mezi další používané ingredience patří škrobové plodiny, jako je rýže, taro (kolokázie jedlá), batáty (sladké brambory) nebo maniok. Používá se také ovoce, nejčastěji chlebovník a pandán. Mezi používaná koření patří chilli a kari. Maledivská kuchyně byla ovlivněna indickou kuchyní (především pak kuchyní jižní Indie) a srílanskou kuchyní.
Populární je tzv. hedhikaa, což jsou malé porce jídla, například samosy (taštičky) nebo smažené kousky masa, podávané jako svačina.

## Příklady maledivských pokrmů a nápojů
Příklady maledivských pokrmů a nápojů:
- Mas huni, směs kokosu a tuňáka s chilli a cibulí, populární snídaňové jídlo
- Čapatí a roshi, indické chleby
- Různé druhy kari
- Bis keemiya, taštička plněná zelím a vejcem
- Garudhiya, polévka jejímž základem je tuňákový vývar
- Čaj
- Raa, alkoholický nápoj ze zkvašené palmové mízy
- Ovocné šťávy a kokosové mléko